# جئوانی کوئندا
جئوانی کوئندا (انگلیسی: Geovany Quenda؛ زادهٔ ۳۰ آوریل ۲۰۰۷) بازیکن فوتبال اهل پرتغال است که برای باشگاه فوتبال اسپورتینگ بازی می‌کند.
وی همچنین در تیم‌های ملی فوتبال زیر ۱۷ سال پرتغال و زیر ۲۱ سال پرتغال بازی کرده است.

## دوران باشگاهی

### دوران اولیه
کوئندا در ۳۰ آوریل ۲۰۰۷ در گینه بیسائو متولد شد. او در کودکی به پرتغال نقل‌مکان کرد و دوران فوتبال خود را در آمادورا، در تیم زیر ۱۰ سال دامینسه در فصل ۲۰۱۶–۱۷ آغاز کرد. او توجه باشگاه ورزشی بنفیکا را جلب کرد که او را به کمپ‌های بنفیکا در سیکسال بردند. پس از دو فصل کامل با رده‌های جوانان بنفیکا (فصول ۲۰۱۷–۱۸ و ۲۰۱۸–۱۹)، Quenda، در حالی که در آن زمان ۱۳ ساله بود، تصمیم به ترک باشگاه به مقصد اسپورتینگ گرفت، زیرا بنفیکا نتوانسته بود اتاق مناسبی برای او در بنفیکا کامپوس فراهم کند.

### اسپورتینگ

#### ۲۰۲۲–۲۴: دوران جوانان
در فصل ۲۰۲۱–۲۲، که به‌طور کامل به عنوان یک بازیکن جوان در آکادمی کریستیانو رونالدو مشغول شده بود، او برای تیم زیر ۱۵ سال اسپورتینگ بازی کرد و قهرمانی ملی را به دست آورد و همچنین برای تیم زیر ۱۷ سال بازی کرد و در آن فصل ۲۰ گل به ثمر رساند. در اوت ۲۰۲۳، او یک قرارداد حرفه‌ای با اسپورتینگ امضا کرد.
در فصل ۲۰۲۳–۲۴، کوئندا بخشی از تیم زیر ۲۳ سال اسپورتینگ در لیگا رولا (لیگ زیر ۲۳ سال) بود، با وجود اینکه در آن زمان تنها ۱۶ سال داشت. او همچنین به‌طور مکرر توسط سرمربی روبن آموریم به تیم اول دعوت می‌شد، هرچند به عنوان یک بازیکن تعویضی از او استفاده نشد. در ۱۷ فوریه ۲۰۲۴، کوئندا به جوان‌ترین بازیکن تاریخ تبدیل شد که برای تیم اسپورتینگ بی بازی کرده است، وقتی که او در یک بازی لیگا ۳ در برابر آمورا در سن ۱۶ سالگی شروع به بازی کرد.

#### ۲۰۲۴–۲۵: ارتقا به تیم اول و پیشرفت
فصل بعد، کوئندا به‌طور کامل در تیم اول عضو شد، جایی که او به عنوان یک مدافع راست بازی کرد، با وجود اینکه به‌طور طبیعی یک بال راست است، و مورد ستایش سرمربی روبن آموریم قرار گرفت، که پس از تأثیرگذاری در پیش‌فصل باشگاه گفت: «او بسیار بااستعداد، بسیار بالغ است و بازی را مانند یک بزرگسال درک می‌کند». او در ۳ اوت اولین بازی خود را برای تیم اول انجام داد و و با به ثمر رساندن گل سوم در شکست ۴–۳ برابر رقیب دیرینه، باشگاه فوتبال پورتو در سوپر جام کاندیدو د اولیویرا ۲۰۲۴، جوان‌ترین بازیکن (در سن ۱۷ سال و ۹۵ روز) شد که برای باشگاه گلزنی کرده است.
پس از اینکه او به‌طور چشمگیری هم در حمله و هم در دفاع، به‌خصوص با توجه به سن کمش، تأثیرگذار بود، بر اساس گفته‌های آموریم، او به عنوان یک بازیکن اصلی شناخته شد و کوئندا در ۹ اوت در پیروزی خانگی ۳–۱ برابر ریو آوه اولین بازی لیگ خود را برای باشگاه انجام داد. در ۱۲ سپتامبر، او با افزایش بند خرید از ۴۵ میلیون یورو به ۱۰۰ میلیون یورو، قرارداد خود را تا سال ۲۰۲۷ تمدید کرد. پنج روز بعد، او در اولین بازی لیگ قهرمانان اروپا خود، در پیروزی ۲–۰ بر باشگاه فوتبال لیل در روز نخست لیگ قهرمانان ۲۰۲۴–۲۵، شروع به بازی کرد. در ۲۶ اکتبر، او اولین گل خود را در لیگ برای باشگاه در پیروزی ۳–۰ برابر فامالیکائو به ثمر رساند؛ در سن ۱۷ سال، پنج ماه و ۲۷ روز، او به جوان‌ترین بازیکن تبدیل شد که در لیگ برای اسپورتینگ گلزنی کرده است و رکورد سیمائو سابروزا (۱۷ سال، ۶ ماه و ۱۶ روز، در ۱۹۹۷) و کریستیانو رونالدو (۱۷ سال، ۸ ماه و ۳ روز، در ۲۰۰۲) را شکست.
با ورود سرمربی جدید روی بورگس به اسپورتینگ پرتغال، سیستم تاکتیکی ۳x4x۳ روبن آموریم و ژوآو پریرا به یک ۴x4x۲ معمولی تغییر یافت. در این تغییر تاکتیکی، یکی از تغییرات ایجاد شده، انتقال کوئندا به سمت چپ خط میانی چهار نفره بود، در حالی که گنی کاتامو در سمت مقابل استفاده می‌شد و ویکتور گیوکرش، با حمایت فرانسیسکو ترینکائو، در خط مقدم حملات باقی ماند.

## دوران ملی
جئوانی کوئندا تصمیم گرفت تا به نمایندگی از پرتغال در سطح بین‌المللی بازی کند. او با تیم زیر ۱۷ سال پرتغال در جام ملت‌های زیر ۱۷ سال اروپا ۲۰۲۴ که در قبرس برگزار شد، شرکت کرد. پرتغال به عنوان نایب قهرمان مسابقات شناخته شد و در فینال با نتیجه ۳–۰ به ایتالیا باخت. به خاطر عملکردهایش در طول مسابقات، او در «تیم منتخب مسابقات» قرار گرفت.
او برای اولین بار در ۳۰ اوت ۲۰۲۴ به تیم ملی بزرگسالان پرتغال دعوت شد.
در ۱۱ اکتبر، کوئندا اولین بازی خود را برای تیم زیر ۲۱ سال پرتغال انجام داد و در پیروزی ۳–۱ در برابر جزایر فارو در یک مسابقه انتخابی برای قهرمانی زیر ۲۱ سال اروپا ۲۰۲۵ به میدان رفت.